# Pausa
Pausa (griego: παῦσις pâusis) es un concepto métrico que se refiere a una pequeña inflexión en la lectura de un poema.

## Pausa métrica
Pausa métrica es el nombre que recibe en poesía la pausa que delimita un verso. La pausa es un recurso estilístico de la poesía. Todo verso va, obligatoriamente, delimitado por una pausa métrica, que es el descanso que se hace a final del verso, pero también entre hemistiquios en el caso de los versos compuestos; en el caso de la pausa al final del verso también recibe el nombre de pausa versal. La pausa permite que se dé sinalefa entre vocales en contacto.
Una de las características distintivas de la poesía frente a la prosa es la segmentación diferente de uno y otro tipo de escritura, pues la poesía hace hincapié en el ritmo, y son las necesidades rítmicas de la poesía las que explican la función de la pausa en la división de la cadena fónica.

## Cesura
Pausa y cesura no son exactamente el mismo concepto, ya que la cesura es un descanso que se hace en el interior del verso para destacar un acento interior, y motivada por la sintaxis. La cesura, a diferencia de la pausa métrica, impide la sinalefa y cambia el valor métrico de las sílabas independientemente de que hablemos de palabras agudas, graves o esdrújulas. Esta distinción fue claramente establecida por Andrés Bello en el siglo XIX.
Según Domínguez Caparrós algunos autores prefieren referirse a la pausa entre hemistiquios como cesura o cesura intensa, llamando pausa interna o medial a lo que aquí se llama cesura.

## Encabalgamiento
Dos finales son posibles en los versos, la esticomitía, en la que el verso coindice en su pausa métrica final con una pausa morfosintáctica, y el encabalgamiento, en la que no lo hace. Se da encabalgamiento cuando la pausa rítmica versal divide un grupo de palabras o sintagma que no admite tal división.
Antonio Quilis da una lista de grupos o sintagmas que no admiten división y esta por tanto significaría un encabalgamiento:
- Sustantivo y adjetivo.
- Sustantivo y determinante.
- Verbo y adverbio.
- Pronombre átono, preposición, conjunción o artículo y el elemento que lo sigue.
- Tiempos verbales compuestos o perífrasis verbales.
- Palabras con preposición.
- Oraciones adjetivas especificativas.

Otros autores amplían estos casos y reconocen encabalgamiento siempre que no se dé esticomitia, es decir, aunque la separación sea entre sintagmas distintos, como es el caso de separar sujeto y verbo o verbo y complemento directo.
El encabalgamiento léxico o tmesis es el encabalgamiento extremo, al quedar dividida una palabra por la pausa versal.
Dejando aparte al encabalgamiento léxico, aún podemos distinguir entre el encabalgamiento suave y el abrupto, siendo el primero el que encontramos cuando el sintagma dividido por la pausa versal termina al comienzo del siguiente verso y el abrupto el que se da si lo hace más adelante.